# Georges Charpenay
Georges Charpenay, appelé aussi « le banquier de la houille blanche », bien qu'il ait été aussi spécialiste des papeteries industrielles et administrateur délégué de la Compagnie du tramway de Grenoble à Chapareillan, est un banquier français du XXe siècle, qui fut l'ami personnel des grands industriels dauphinois.

## Biographie
Jean-Baptiste Charpenay, ancien marchand de draps en gros, mourut en 1888, et son fils Georges Charpenay, garde-général des Eaux et Forêts, prit sa succession en s'associant avec son gendre, avant de devenir le plus actif banquier du Dauphiné de la IIIe République. Membre de la Chambre de commerce de Grenoble, dont il deviendra président, Georges Charpenay est emblématique des gérants de banques régionales, comme Émile Raverot à Saint-Étienne. Parmi les personnalités très influentes de la région, il a participé au développement d'une cinquantaine d'entreprises de la région de Grenoble dans les années qui ont précédé la Première Guerre mondiale.
Georges Charpenay fait ainsi partie en 1895 d'une douzaine d'hommes d'affaires qui créent la Société des forces Motrices et Usines de l'Arve dont l'objet est la construction, la location, la vente et l'exploitation d'usines à force puissantes, destinées à l'électrolyse. Félix Viallet, associé à Joseph Bouchayer, lui aussi venu de la Matheysine, en devient le président du conseil d'administration. L'inauguration de l'équipement hydroélectrique et de l'usine a lieu en mai 1897 et l'année suivante les ateliers de construction Bouchayer et Viallet comptent déjà 300 ouvriers. 
Georges Charpenay se charge un peu plus tard, en 1908, du placement des actions nouvelles de la Société des Forges et Hauts Fourneaux d'Allevard. Cette vieille entreprise, dont il était un des administrateurs, décide sa reconversion dans l'électrométallurgie et augmente son capital, en deux temps, de deux à cinq millions de francs. Lorsqu'il sera ruiné par la crise de 1929, il reprochera à la Banque de France de ne pas avoir soutenu son établissement au bord de la crise. Il a dû fermer ses guichets le 3 novembre 1931 à Grenoble. Il est obligé de suspendre ses opérations, car l'immobilisation de la majeure partie de ses fonds ne lui permet pas de faire face aux demandes de retraits de ses déposants, affolés par la grande crise. La Banque de France l'abandonne et le banquier se voit ruiné et condamné avec sursis après quelques mois de prison.
Il est mort à Paris le 21 octobre 1956.